# King's Medal for Police and Fire Service
De King's Medal for Police and Fire Service werd in 1902 ingesteld door de Britse Koning Eduard VII die met deze medaille, oorspronkelijk "King's Police Medal" geheten, zowel bijzondere verdienste als moed van politiepersoneel en brandweerlieden wilde belonen. De niet erg toepasselijke naam werd later uitgebreid tot "King's Medal for Police and Fire Service".
Het lint was van 1902 tot 1916 donkerblauw met smalle zilverwitte biezen. In 1916 werd een zilverwitte middenstreep toegevoegd.
Op de medailles was het portret van Eduard VII, George V of George VI afgebeeld. Tijdens de korte regering van Eduard VIII kwam het niet tot het slaan van een medaille.
De medailles voor moed en voor verdienste waren niet van elkaar te onderscheiden. Daarom werd in 1933 besloten om de opdracht "For Merit" of "For Valour" op de onderkant van de keerzijde aan te brengen. Op het lint van de medaille voor dapperheid kwamen drie smalle rode strepen. In 1940 werd vastgelegd dat alle dragers de letters KPFSM achter hun naam mochten dragen.
In 1954 werd opgehouden met het verlenen van deze medaille. Twee medailles, een voor de politie en een voor de brandweer kwamen ervoor in de plaats.
- Queen’s Fire Service Medal (QFSM)
- Queen's Police Medal (QPM)

De medailles van het Verenigd Koninkrijk werden overal in het Gemenebest, in de koloniën en mandaatgebieden gebruikt. Naarmate het Gemenebest minder hecht werd werden er in de dominions meer eigen medailles ingesteld. In Australië kwam in 1954 een einde aan het toekennen van de "King's Medal for Police and Fire Service". In de voorafgaande 52 jaar werden daar 239 medailles voor verdienste en 70 medailles voor moed uitgereikt. Australië stelde zelf een Australian Fire Service Medal en een Australian Police Medal in.